# Allan Boesak

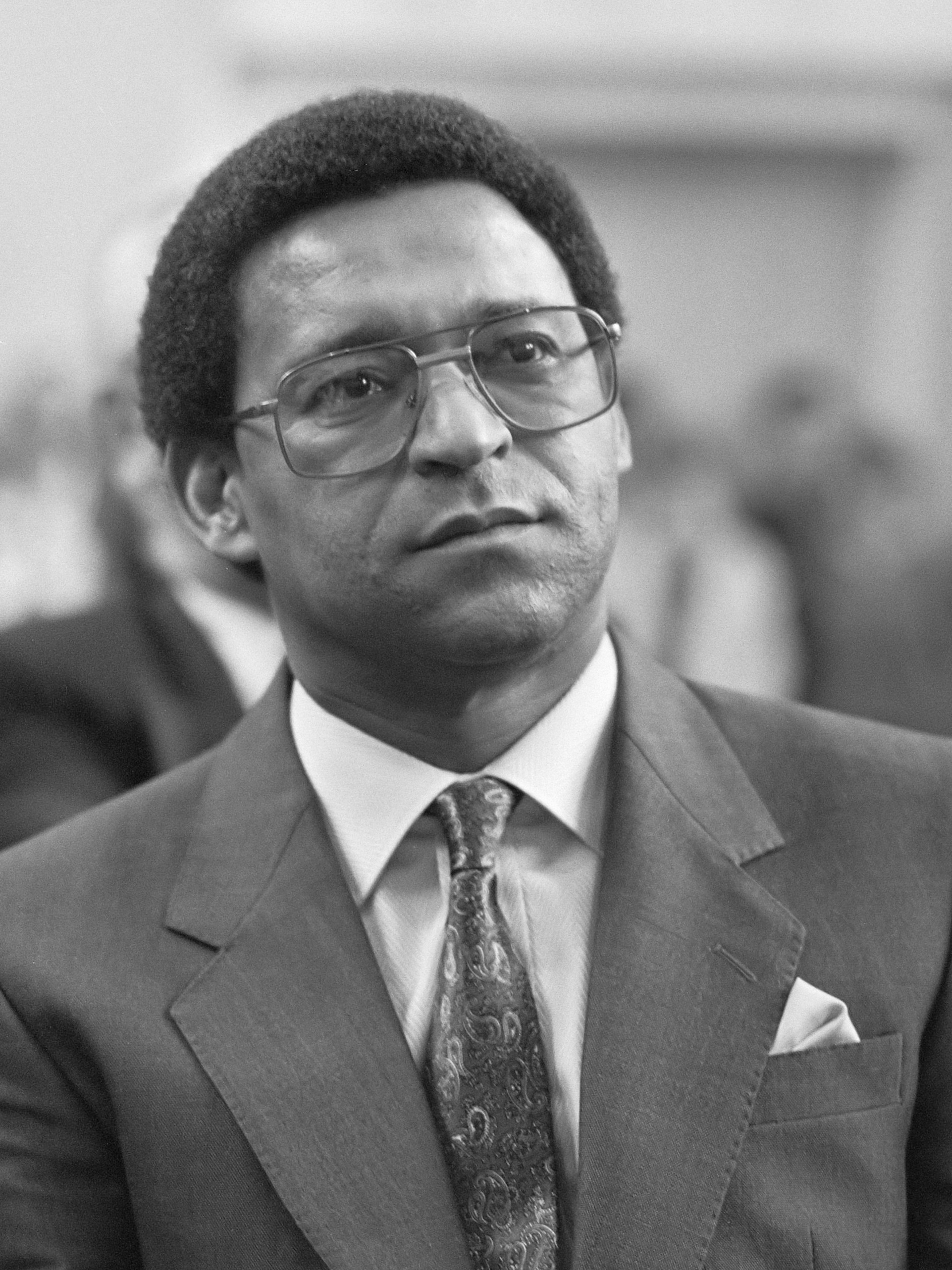
Allan Boesak (1986)

Allan Aubrey Boesak (* 23. Februar 1946 in Kakamas, Kapprovinz) ist ein südafrikanischer reformierter Pastor, Theologe, Anti-Apartheid-Aktivist und zeitweise auch Politiker. Er wurde 1999 zu einer sechsjährigen Gefängnisstrafe verurteilt, von der er ein Jahr verbüßte und danach auf Bewährung entlassen wurde. Zum Jahreswechsel 2004/2005 wurde er in seiner Kirche erneut als Pastor zugelassen und zudem staatlicherseits begnadigt.

## Theologe, Pastor und Aktivist
Boesak machte zuerst 1976 mit seiner veröffentlichten Doktorarbeit Farewell to Innocence auf sich aufmerksam, mit der er geschickt einen Beitrag zu einer südafrikanischen Theologie der Befreiung (insbesondere im Gebiet der Sozialethik) schrieb, vor allem im Dialog mit dem US-amerikanischen schwarzen Theologen James H. Cone. In den folgenden zehn Jahren kam eine Reihe weiterer einschlägig bekannter Publikationen zustande.
Von 1982 bis 1991 war er Präsident des Reformierten Weltbundes. Während der 1980er Jahre war er als Anti-Apartheid-Aktivist bekannt. So wirkte er 1983 an der Gründung des Oppositionsbündnisses United Democratic Front mit. 1986 erhielt er den Thomas Merton Award für Frieden und soziale Gerechtigkeit. 1990 musste Boesak von seinen kirchlichen Ämtern in Südafrika zurücktreten, nachdem eine außereheliche Beziehung mit Elna Botha (die er später heiratete) öffentlich bekannt geworden war.
1991 wurde er zum Vorsitzenden der regionalen Niederlassung des African National Congress im Westkap gewählt.

## Betrugskontroverse
In den späten 1990er Jahren kam es um Boesak und seine nicht-staatliche Foundation for Peace and Justice zu einer Kontroverse und letztlich zu einem Prozess, in dem er wegen Betrugs zu sechs Jahren Haft verurteilt wurde. Er saß davon allerdings nur ein Jahr ab. Boesak wurde vom südafrikanischen Präsidenten Thabo Mbeki begnadigt und am 22. Mai 2001 entlassen; seine kriminelle Vorgeschichte wurde aus dem Register gestrichen. Wenige Monate zuvor hatte ihn eine ländliche Gemeinde in der Nähe von Kapstadt zum Pastor gewählt.

## Werke
- Farewell to Innocence: A Socio-Ethical Study on Black Theology and Black Power. 1976 (dt.: Unschuld die schuldig macht: eine sozialethische Studie über Schwarze Theologie und Schwarze Macht.) Hamburg: Lutherisches Verlagshaus 1977 ISBN 3-7859-0424-X
- The Finger of God: Sermons on Faith and Socio-Political Responsibility. 1982 (dt.: Ein Fingerzeig Gottes: 12 Predigten in d. Situation Schwarzer in Südafrika. Hamburg: Lutherisches Verlagshaus 1980 ISBN 3-7859-0465-7)
- Black and Reformed: Apartheid, Liberation, and the Calvinist Tradition. Maryknoll: Orbis Books 1984 ISBN 0-88344-148-9.
- Boesak, A A & C Villa-Vicencio (eds) 1986. When Prayer Makes News. Philadelphia: Westminster Press. ISBN 0-664-24035-6 [= A Call for an End to Unjust Rule. Edinburgh: Saint Andrew Press. ISBN 0-7152-0594-3]
- Comfort and Protest: Reflections on the Apocalypse of John of Patmos. 1987 (dt.: Schreibe dem Engel Südafrikas: Trost u. Protest in d. Apokalypse d. Johannes. Stuttgart: Kreuz 1988 ISBN 3-7831-0913-2)
- If This Is Treason, I Am Guilty. Grand Rapids: Eerdmans 1987 ISBN 0-8028-0251-6.